# HIST1H1T
HIST1H1T (англ. Histone cluster 1 H1 family member t) – білок, який кодується однойменним геном, розташованим у людей на короткому плечі 6-ї хромосоми. Довжина поліпептидного ланцюга білка становить 207 амінокислот, а молекулярна маса — 22 019.
| 10         |  | 20         |  | 30         |  | 40         |  | 50         |
| ---------- |  | ---------- |  | ---------- |  | ---------- |  | ---------- |
| MSETVPAASA |  | SAGVAAMEKL |  | PTKKRGRKPA |  | GLISASRKVP |  | NLSVSKLITE |
| ALSVSQERVG |  | MSLVALKKAL |  | AAAGYDVEKN |  | NSRIKLSLKS |  | LVNKGILVQT |
| RGTGASGSFK |  | LSKKVIPKST |  | RSKAKKSVSA |  | KTKKLVLSRD |  | SKSPKTAKTN |
| KRAKKPRATT |  | PKTVRSGRKA |  | KGAKGKQQQK |  | SPVKARASKS |  | KLTQHHEVNV |
| RKATSKK    |  |            |  |            |  |            |  |            |

A: Аланін

D: Аспарагінова кислота

E: Глутамінова кислота

F: Фенілаланін

G: Гліцин

H: Гістидин

I: Ізолейцин

K: Лізин

L: Лейцин

M: Метіонін

N: Аспарагін

P: Пролін

Q: Глутамін

R: Аргінін

S: Серин

T: Треонін

V: Валін

Кодований геном білок за функціями належить до білків розвитку, фосфопротеїнів. 
Задіяний у таких біологічних процесах, як диференціація клітин, сперматогенез. 
Білок має сайт для зв'язування з ДНК. 
Локалізований у ядрі, хромосомах.